# Ceratomyxa nototheniae
Ceratomyxa nototheniae is een microscopische parasiet uit de familie Ceratomyxidae. Ceratomyxa nototheniae werd in 2002 beschreven door Kovaljova, Rodjuk & Grudney. 